# Christophe Laporte
Christophe Laporte, född den 11 december 1992 i La Seyne-sur-Mer, är en fransk professionell landsvägscyklist.

## Meriter
2012
Vinnare av etapp 2 i Tour de Moselle
5:a i linjelopp för U23 vid Franska mästerskapen
2013
Vinnare av etapp 3 i Tour de la Manche
5:a i linjelopp vid Jeux de la Francophonie
6:a i La Côte Picarde
7:a i Gran Premio Industrie del Marmo
2014
6:a i La Roue Tourangelle
2015
Vinnare av Tour de Vendée
3:a i Le Samyn
3:a i Grand Prix de Wallonie
9:a totalt i Driedaagse van West-Vlaanderen
2016
6:a i Paris-Bourges
2017
Vinnare av Tour de Vendée
5:a i Paris-Bourges
7:a totalt i Étoile de Bessèges
8:a totalt i Danmark Rundt
2018
Vinnare av Tro Bro Leon
Tour de La Provence
Vinnare av  poängtävlingen
Vinnare av etapperna 1 och 3
Vinnare av etapp 1 i Tour de Luxembourg
Vinnare av etapp 3 (ITT) i Tour of Belgium
2:a totalt i Étoile de Bessèges
Vinnare av etapp 2
2:a i Grand Prix d'Isbergues
3:a i Paris-Bourges
4:a i Gent-Wevelgem
5:a i Grand Prix de Fourmies
2019
Vinnare totalt av  Tour Poitou-Charentes en Nouvelle-Aquitaine
Vinnare av etapperna 1, 2 och 4 (ITT)
Vinnare totalt av  Étoile de Bessèges
Vinnare av  poängtävlingen
Vinnare av etapperna 2 och 4 (ITT)
Tour de Luxembourg
Vinnare av prologen och etapp 1
2:a i Tour de Vendée
2:a i Duo Normand (med Anthony Perez)
3:a i Grand Prix d'Isbergues
6:a i Grand Prix de Wallonie
9:a i Dwars door Vlaanderen
2021
Vinnare av Grand Prix de Wallonie
Vinnare av Circuit de Wallonie
Étoile de Bessèges
Vinnare av  poängtävlingen
Vinnare av etapp 1
Vinnare av etapp 1 i Tour du Limousin
2:a i Dwars door Vlaanderen
5:a i individuellt tempolopp vid Franska mästerskapen
6:a i Paris-Roubaix
7:a i Eschborn-Frankfurt
9:a i Tro Bro Leon
2022
Vinnare totalt av  Danmark Rundt
Vinnare av  poängtävlingen
Vinnare av etapp 5
Vinnare av Binche-Chimay-Binche
Vinnare av etapp 19 i Tour de France
Vinnare av etapp 1 i Paris-Nice
2:a  i linjelopp vid Världsmästerskapen i landsvägscykling
2:a i E3 Saxo Bank Classic
2:a i Gent-Wevelgem
8:a i Kuurne-Bryssel-Kuurne
9:a i Flandern runt
2023
Vinnare av  linjeloppet vid Europamästerskapen i landsvägscykling
Vinnare av Gent-Wevelgem
Vinnare av Dwars door Vlaanderen
Critérium du Dauphiné
Vinnare av  poängtävlingen
Vinnare av etapperna 1 och 3
3:a i Omloop Het Nieuwsblad
4:a i Famenne Ardenne Classic
5:a i Münsterland Giro
6:a i Grand Prix Cycliste de Québec
6:a i Kuurne-Bryssel-Kuurne
6:a i Paris-Tours
10:a i Paris-Roubaix
2024
4:a i Kuurne-Bryssel-Kuurne
5:a i Omloop Het Nieuwsblad
10:a i Strade Bianche